# Veluwe (regione)

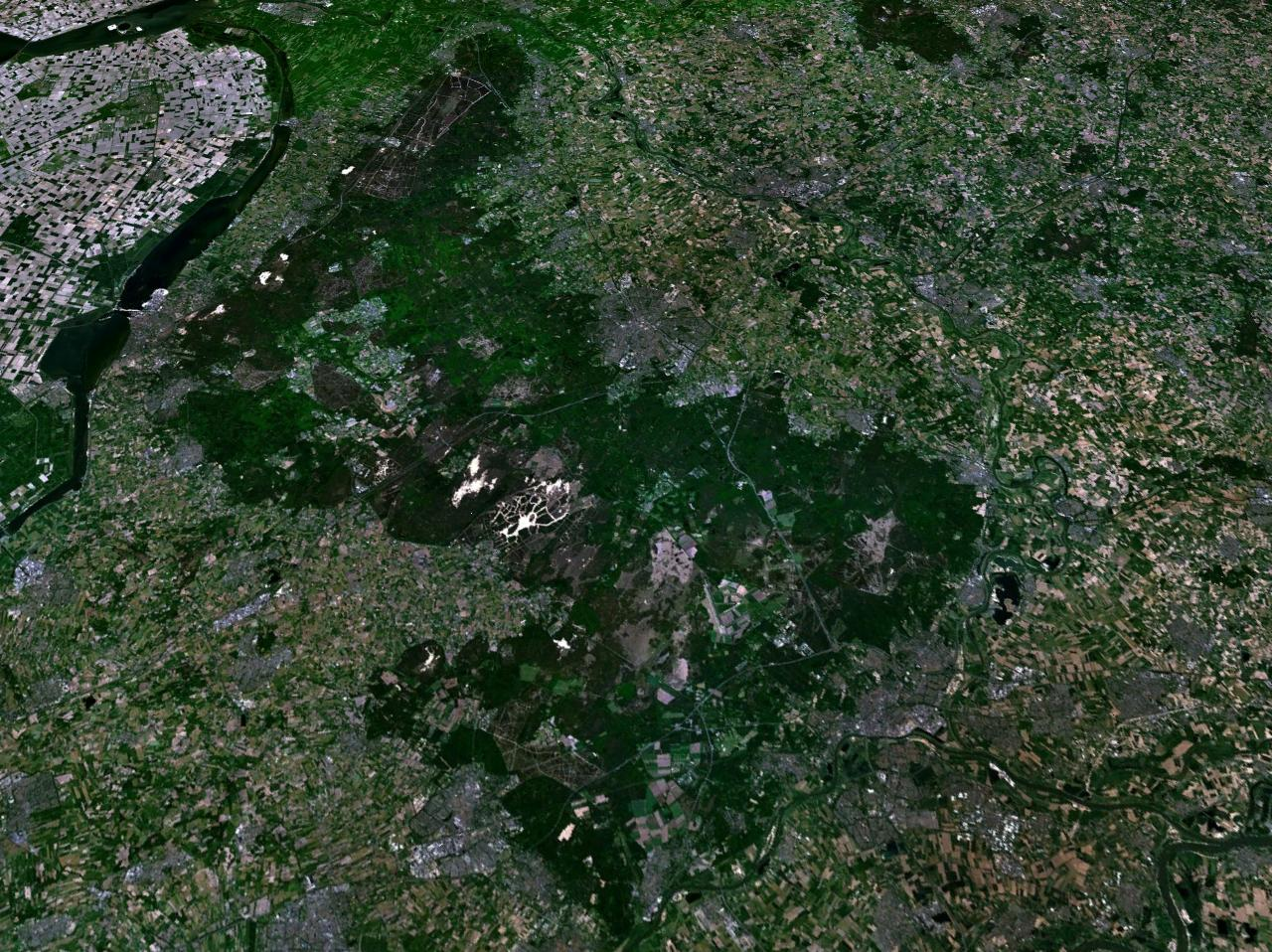
Immagine satellitare della Veluwe

La Veluwe /'fe:lyʷə/ è una regione – in gran parte ricoperta da boschi – di ca. 1.000 km² nella provincia della Gheldria (Gelderland), nell'est dei Paesi Bassi.

Si tratta della più grande area boschiva del Paese e della più vasta pianura naturale dell'Europa Nord-Occidentale.
Della Veluwe fanno parte le seguenti località: Apeldoorn, Arnhem (in minima parte), Barneveld, Dieren, Ede, Elburg, Epe, Ermelo, Harderwijk, Hattem, Heerde, Nijkerk, Nunspeet, Oldebroek, Putten, Garderen, Rheden (Paesi Bassi), Scherpenzeel e Wageningen.
La zona è nota per il Nationaal Park De Hoge Veluwe, il parco nazionale dell'Alta Veluwe (55 km²), in gran parte situato nel comune di Ede.

## Geografia
I “confini” della Veluwe sono grosso modo contrassegnati – in senso orario da nord a sud – dalle città di Hattem, Apeldoorn, Dieren, Arnhem, Wageningen, Ede, Barneveld e Harderwijk.

## Geologia
La regione si è formata durante le glaciazioni del Pleistocene, ca. 200.000 anni fa, quando I ghiacciai spostarono i depositi di sabbia del Reno e del delta della Mosa, creando le colline che caratterizzano gran parte della Veluwe.

## Flora e fauna
Nella Veluwe si trovano foreste di conifere e di decidui e ca. 500 tipi diversi di piante. Vi si trovano anche varie specie di animali, tra cui cinghiali, volpi, vipere comuni, tassi, mufloni (introdotti in un secondo tempo), corvi  ecc.

## Turismo
La Veluwe è una popolare meta turistica, soprattutto per gli olandesi. La regione è anche notevolmente attrezzata per il turismo: vi si trovano infatti oltre 500 campeggi.

### Da vedere
Le principali attrazioni della regione sono:
- Il parco nazionale De Hoge Veluwe
- Il Museo Kröller-Müller, situato nel suddetto parco nazionale
- Il Parco nazionale Veluwezoom
- Il Palazzo Het Loo, nei dintorni di Apeldoorn